# خوان دومينغيز (لاعب كرة قدم)
خوان دومينغيز (بالإسبانية: Juan Guillermo Domínguez) هو لاعب كرة قدم كولومبي في مركز الوسط، ولد في 17 ديسمبر 1986 في بوغوتا في كولومبيا. لعب مع أتلتيكو جونيور وإستوديانتيس دي لا بلاتا وديبورتيفو كالي وكولو-كولو ونادي ميلوناريوس ونيولز أولد بويز.

## وصلات خارجية
- خوان دومينغيز على موقع قاعدة بيانات كرة القدم.إي يو (الإنجليزية)
- خوان دومينغيز على موقع Soccerway.com (الإنجليزية)
- خوان دومينغيز على موقع عالم كرة القدم.نت (الإنجليزية)